# Boxe aux Jeux olympiques d'été de 2020 - Poids moyens femmes
Navigation
Rio 2016 Paris 2024
L'épreuve féminine de boxe des poids moyens (-75 kg) des Jeux olympiques de 2020 de Tokyo se déroule au Ryōgoku Kokugikan du 28 juillet au 8 août 2021.

## Calendrier
- Tour préliminaire
- Quart de finale
- Demi-finale
- Finale

| Épreuve↓/Date →       | Sam. 24 | Dim. 25 | Lun. 26 | Mar. 27 | Mer. 28 | Jeu. 29 | Ven. 30 | Sam. 31 | Dim. 1 | Lun. 2 | Mar. 3 | Mer. 4 | Jeu. 5 | Ven. 6 | Sam. 7 | Dim. 8 |
| --------------------- | ------- | ------- | ------- | ------- | ------- | ------- | ------- | ------- | ------ | ------ | ------ | ------ | ------ | ------ | ------ | ------ |
| Femmes                |         |         |         |         |         |         |         |         |        |        |        |        |        |        |        |        |
| Poids moyens (-75 kg) |         |         |         |         | 8e      |         |         | ¼       |        |        |        |        |        | ½      |        | F      |

## Médaillés
| Or           | Argent  | Bronze                                |
| Lauren Price | Li Qian | Nouchka Fontijn Zemfira Magomedalieva |

## Résultats

### Phase finale
|  | Huitièmes de finale      | Huitièmes de finale      | Huitièmes de finale |  |  | Quarts de finale      | Quarts de finale      | Quarts de finale |   |                       | Demi-finales          | Demi-finales | Demi-finales |  |  | Finale | Finale | Finale |
|  |                          |                          |                     |  |  |                       |                       |                  |   |                       |                       |              |              |  |  |        |        |        |
|  | Lauren Price             | Lauren Price             | 5                   |  |  |                       |                       |                  |   |                       |                       |              |              |  |  |        |        |        |
|  | Mönkhbatyn Myagmarjargal | Mönkhbatyn Myagmarjargal | 0                   |  |  | Lauren Price          | Lauren Price          | 5                |   |                       |                       |              |              |  |  |        |        |        |
|  | Caitlin Parker           | Caitlin Parker           | 0                   |  |  | Atheyna Bylon         | Atheyna Bylon         | 0                |   |                       |                       |              |              |  |  |        |        |        |
|  | Atheyna Bylon            | Atheyna Bylon            | 5                   |  |  |                       |                       |                  |   | Lauren Price          | Lauren Price          | 3            |              |  |  |        |        |        |
|  | Tammara Thibeault        | Tammara Thibeault        | 4                   |  |  |                       | Nouchka Fontijn       | Nouchka Fontijn  | 2 |                       |                       |              |              |  |  |        |        |        |
|  | Nadezhda Ryabets         | Nadezhda Ryabets         | 1                   |  |  | Tammara Thibeault     | Tammara Thibeault     | 0                |   |                       |                       |              |              |  |  |        |        |        |
|  | Elżbieta Wójcik          | Elżbieta Wójcik          | 1                   |  |  | Nouchka Fontijn       | Nouchka Fontijn       | 5                |   |                       |                       |              |              |  |  |        |        |        |
|  | Nouchka Fontijn          | Nouchka Fontijn          | 4                   |  |  |                       |                       |                  |   |                       | Lauren Price          | Lauren Price | 5            |  |  |        |        |        |
|  | Naomi Graham             | Naomi Graham             | 1                   |  |  |                       | Li Qian               | Li Qian          | 0 |                       |                       |              |              |  |  |        |        |        |
|  | Zemfira Magomedalieva    | Zemfira Magomedalieva    | 4                   |  |  | Zemfira Magomedalieva | Zemfira Magomedalieva | 4                |   |                       |                       |              |              |  |  |        |        |        |
|  | Rady Gramane             | Rady Gramane             | 4                   |  |  | Rady Gramane          | Rady Gramane          | 1                |   |                       |                       |              |              |  |  |        |        |        |
|  | Erika Pachito            | Erika Pachito            | 1                   |  |  |                       |                       |                  |   | Zemfira Magomedalieva | Zemfira Magomedalieva | 0            |              |  |  |        |        |        |
|  | Pooja Rani               | Pooja Rani               | 5                   |  |  |                       | Li Qian               | Li Qian          | 5 |                       |                       |              |              |  |  |        |        |        |
|  | Ichrak Chaib             | Ichrak Chaib             | 0                   |  |  | Pooja Rani            | Pooja Rani            | 0                |   |                       |                       |              |              |  |  |        |        |        |
|  | Aoife O'Rourke           | Aoife O'Rourke           | 0                   |  |  | Li Qian               | Li Qian               | 5                |   |                       |                       |              |              |  |  |        |        |        |
|  | Li Qian                  | Li Qian                  | 5                   |  |  |                       |                       |                  |   |                       |                       |              |              |  |  |        |        |        |